# Osvino José Both
Osvino José Both (Erechim, 26 de abril de 1938) é um bispo católico, Arcebispo Emérito do Ordinariado Militar do Brasil.

## Biografia
Filho de Emílio Rodolfo Both e Joana Maria Balensiefer Both. Aos oito anos de idade fez os estudos primários na Escola Nossa Senhora de Lourdes, em Três Arroios. Aos quatorze anos ingressou no Seminário de Tapera, depois seguiu para o Seminário Menor Nossa Senhora de Fátima, em Erechim, onde permaneceu sete anos.
No mesmo seminário lecionou latim, matemática e português fazendo o vestibular em 1963, para ingressar nos estudos de Filosofia no Seminário Maior de Viamão. Em 1963 foi enviado para a Alemanha onde cursou os estudos de Teologia da Universidade de Bonn (5 semestres), no Seminário Maior da Diocese de Essen (3 semestres) e na Faculdade de Teologia da Universidade de Münster (2 semestres). Na Faculdade de Filosofia de Passo Fundo concluiu os estudos do curso de Filosofia.
Recebeu a ordenação sacerdotal, aos 22 de abril de 1967, pertencendo a Diocese de Passo Fundo. Como sacerdote exerceu diversos encargos e ministérios pastorais, como: cooperador da catedral, pároco da paróquia São Judas Tadeu, coordenador diocesano de pastoral, presidente da Caritas Diocesana, pároco da paróquia Sagrado Coração de Jesus, diretor da rádio diocesana e assistente dos movimentos leigos.
No dia 26 de junho de 1990 foi nomeado pelo Papa João Paulo II como Bispo Auxiliar de Porto Alegre com o título de Cluentum; foi ordenado bispo no dia 2 de setembro de 1990, por João Cláudio Colling, na Catedral de Passo Fundo. Escolheu como lema de vida episcopal: FIAT VOLUNTAS TUA! (seja feita a vossa vontade).
Em seu ministério episcopal em Porto Alegre, foi coordenador arquidiocesano de pastoral e também o atendimento episcopal das áreas pastorais de Navegantes-Floresta, Partenon, Viamão, Norte II, Sul Praias, incluindo um total de 45 paróquias.
No dia 22 de novembro de 1995 foi nomeado pelo papa João Paulo II como bispo da Diocese de Novo Hamburgo. Neste período deu grande impulso a formação do clero, a construção do Santuário das Mães e do Ano Jubilar da Diocese, por ocasião dos seus 25 anos de criação. Também teve destacada atuação nos Movimentos Eclesiais, como Curso de Liderança Juvenil, Cursilho, ECC, Renovação Carismática Católica, etc, além de se destacar também nos encargos administrativos da diocese.
No dia 7 de junho de 2006 foi nomeado pelo Papa Bento XVI como Arcebispo do Ordinariado Militar do Brasil do Brasil.
Aos 25 de junho de 2011 teve seu nome divulgado como membro do Conselho Fiscal da CNBB.
No dia 6 de agosto de 2014 teve o seu pedido de renúncia aceito por limite de idade aceito pelo Papa Francisco.